# Guarani Futebol Clube
El Guarani Futebol Clube és un club de futbol brasiler de la ciutat de Campinas a l'estat de São Paulo.

## Història
El Guarani Futebol Clube va ser fundat el 2 d'abril de 1911 a la ciutat de Campinas per iniciativa de 12 estudiants entre els que es trobaven Pompeo de Vito, Hernani Felippo Matallo i Vicente Matallo. Aquest darrer en fou el primer president. El 1949 guanyà el campionat paulista de segona divisió i ascendí a la màxima categoria. L'any 1978 guanyà el campionat brasiler de futbol, sent l'únic club de l'interior en fer-ho, el seu major triomf fins avui. El seu gran rival local és el Ponte Preta.

## Estadi
El Guaraní juga a l'estadi Brinco de Ouro da Princesa, inaugurat el 31 de maig de 1953 amb capacitat per a 30.800 espectadors.

## Jugadors destacats
- Ailton
- Márcio Amoroso
- Careca
- Djalminha
- Edilson
- Elano
- Evair
- João Paulo
- Júlio César
- Luizão
- Mauro Silva
- Neto
- Renato
- Ricardo Rocha
- Sonny Anderson
- Washington
- Zenon

## Palmarès
- 1 Campionat brasiler de futbol: 1978[2]
- 1 Campionat brasiler de segona divisió: 1981[3]
- 4 Campionats paulista de segona divisió: 1932, 1944,[4] 1949, 2018[5]